# Crassispira nigerrima
Crassispira nigerrima é uma espécie de gastrópode do gênero Crassispira, pertencente à família Pseudomelatomidae.